# Werner von Bargen

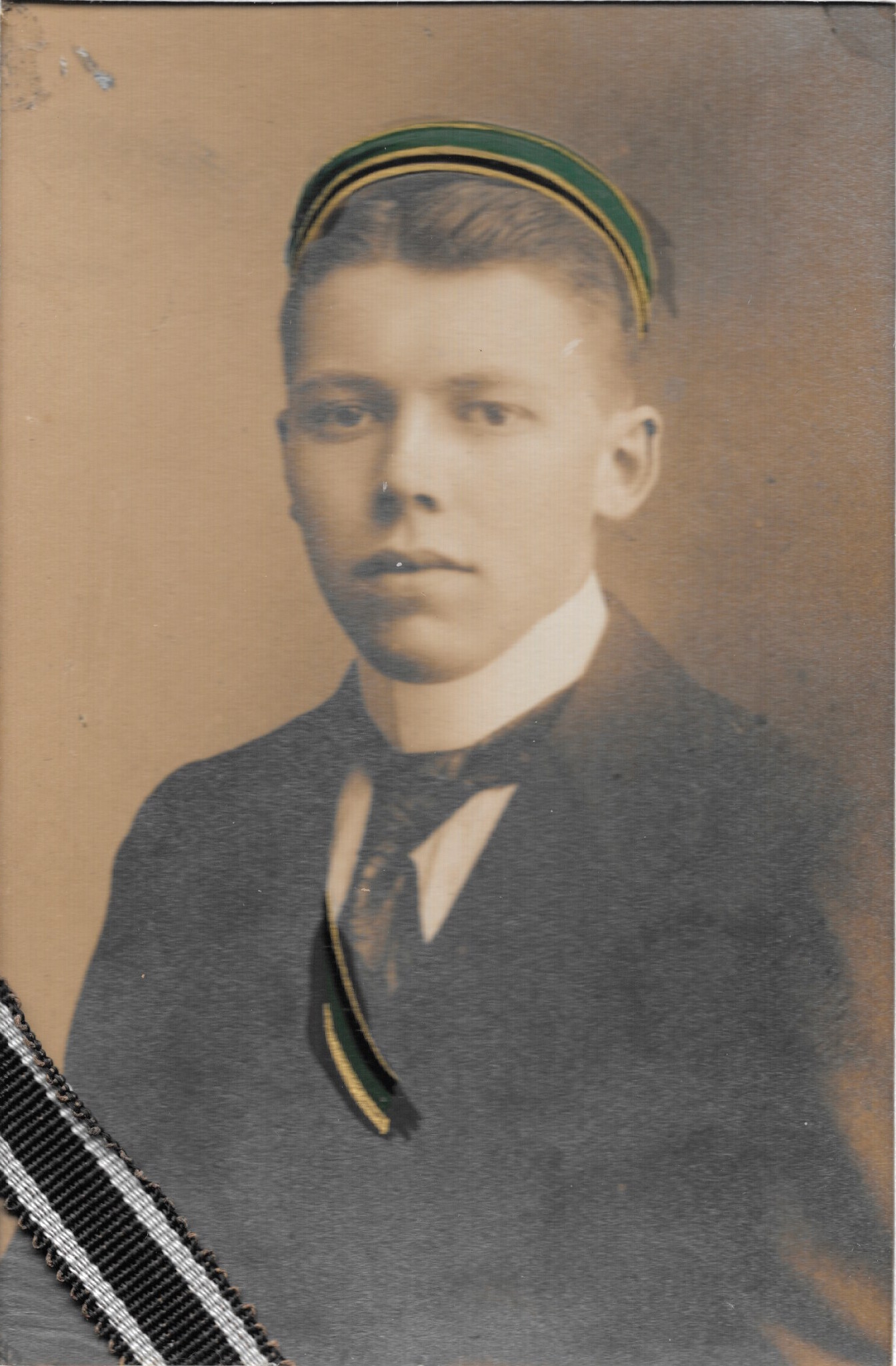
Werner von Bargen
(Porträt des Corps Teutonia-Hercynia)

Werner von Bargen (* 14. Februar 1898 in Wischhafen; † 22. November 1975 in Bonn) war ein deutscher Diplomat.

## Leben
Werner von Bargen entstammt einer Lüneburger Ratsherrenfamilie, die erstmals 1158 in einer Urkunde Heinrichs des Löwen erwähnt wurde. Er wurde als Sohn des Kaufmanns Heinrich von Bargen und dessen Frau Emma, geb. Fitschen, in Wischhafen bei Stade geboren. Er war Soldat im Ersten Weltkrieg und zum Kriegsende Leutnant im 4. Garde-Regiment zu Fuß. Anschließend studierte er an der Georg-August-Universität Rechtswissenschaft. 1919 wurde er im Corps Hercynia Göttingen recipiert. Als Inaktiver wechselte er 1921 an die Christian-Albrechts-Universität zu Kiel. 1923 wurde er in Göttingen zum Dr. iur. promoviert. Er bestand 1924 die Assessorprüfung und trat 1925 in den Auswärtigen Dienst. Zum 1. Mai 1933 trat er der NSDAP bei (Mitgliedsnummer 2.579.492). Ab 1937 war von Bargen als Botschaftsrat in der Brüsseler Botschaft des Auswärtigen Amtes. Von 1940 bis 1943 war er Vertreter des Auswärtigen Amtes bei der  Militärverwaltung in Belgien und Nordfrankreich, anfangs im Range eines Gesandtschaftsrats und später als Gesandter. In Belgien hatte er „jahrelange Lobbyarbeit bei den verschiedenen faschistischen Bewegungen geleistet, um die Kollaborationswilligen unter ihnen auszumachen und zu instrumentalisieren“. Er war an den Deportationen von 10.000 Juden aus Belgien beteiligt und hielt in einem Bericht vom 11. November 1942 an das Auswärtige Amt ungerührt fest: „Da jedoch im Laufe der Zeit durch Gerüchte über Abschlachten der Juden usw. dem Arbeitseinsatzbefehl nicht mehr Folge geleistet wurde, wurden die Juden durch Razzien und Einzelaktionen erfaßt.“ Im Juli 1943 wurde er Leiter des Referats Politik II Abteilung Westeuropa im Auswärtigen Amt, sowie in der Abteilung Fremde Heere Ost beschäftigt. Im Jahr 1944 war er noch an der deutschen Botschaft in Frankreich eingesetzt und leitete deren Zweigstelle in Gérardmer.
Im Herbst 1947 verlief in Stade das Entnazifizierungsverfahren zugunsten Werner von Bargens als „entlastet“ insofern „erstaunlich“, als „kein Wort darüber gefallen war, dass Bargen an der Deportation der belgischen Juden beteiligt gewesen war.“ Der 47. Untersuchungsausschuss des 1. Deutschen Bundestages sprach sich bei Werner von Bargen, Herbert Dittmann und Werner von Grundherr zu Altenthann und Weiherhaus in seinem am 18. Juni 1952 vorgelegten Beschluss der Überprüfung von 21 Angehörigen des Auswärtigen Dienstes gegen eine Weiterverwendung im Auswärtigen Dienst aus. Das Auswärtige Amt reagierte mit einer Beurlaubung von Bargens bis Oktober 1954. Nachdem der Bundesdisziplinaranwalt entlastende Erklärungen Dritter für von Bargen gewürdigt hatte, wurde er 1954 zum stellvertretenden Leiter der handelspolitischen Abteilung ernannt und stieg 1958 zum Ministerialdirigenten im Auswärtigen Amt auf. Anfang April 1957 begleitete er Außenminister Heinrich von Brentano zu einem Staatsbesuch zu Jawaharlal Nehru nach Indien. Von 1960 bis 1963 war er Botschafter im Irak und wurde am Ende seiner Laufbahn mit dem Großen Verdienstkreuz mit Stern der Bundesrepublik Deutschland ausgezeichnet.
Werner von Bargen war seit 1927 mit Gertraude, geb. Helmolt, verheiratet. Der Ehe entstammten drei Kinder.